# Garden City (Michigan)
Garden City – miasto w Stanach Zjednoczonych, w stanie Michigan, w hrabstwie Wayne.